# 쌍충로
쌍충로(Ssangchung-ro)는 전라남도 화순군 화순읍 삼천1교차로 에서 화순읍 교리IC 를 잇는 도로이다.

## 주요 경유지
전라남도
- 화순군 (화순읍)

## 노선
| 이름            | 접속 노선                     | 소재지 | 소재지 | 비고 |
| --------------- | ----------------------------- | ------ | ------ | ---- |
| 삼천1 교차로    | 서양로                        | 화순군 | 화순읍 |      |
| 삼천리 교차로   | 충의로                        | 화순군 | 화순읍 |      |
| 중앙병원 교차로 | 칠충로                        | 화순군 | 화순읍 |      |
| 현대병원 교차로 | 중앙로                        | 화순군 | 화순읍 |      |
| 교리 교차로     | 대교로                        | 화순군 | 화순읍 |      |
| 교리IC          | 국도 제22호선 (화보로) 서양로 | 화순군 | 화순읍 |      |

## 주요 건물및 시설
- 화순군보건소 (쌍충로 62/삼천리 719)
- 르노코리아 지정정비코너 화순점 (쌍충로 64/삼천리 718-8)
- 롯데하이마트 화순점 (쌍충로 66/삼천리 718)
- 삼성스토어 (쌍충로 71/삼천리 614-11)
- 농협 화순농협주유소 (쌍충로 74/삼천리 613-14)
- 농협 화순농협 하나로마트 (쌍충로 74/삼천리 613)
- 농협 화순농협 (쌍충로 74/삼천리 613)
- 파리바게뜨 전남화순점 (쌍충로 77/삼천리 636)
- 파스쿠찌 전남화순점 (쌍충로 84/삼천리 632-8)
- 경동택배 전남화순교리250영업소 (쌍충로 91/교리 250-4)
- KG모빌리티 화순전시장 (쌍충로 113/교리 209-1)
- KG모빌리티 정비센터 화순서비스프라자 (쌍충로 113/교리 209-1)
- 타이어뱅크 화순점 (쌍충로 128/교리 205-1)